# Abdul Ali Mazari
Abdul Ali Mazari (per. عبدالعلی مزاری; ur. 1946 bądź 1947, zm. 13 marca 1995) – afgański prominentny duchowny muzułmański, polityk, a także dowódca rebeliantów w czasie radzieckiej interwencji w Afganistanie oraz afgańskiej wojny domowej w latach 1978–2001. Wykształcenie zdobył lokalnie, a także studiując w hauzach w Komie i An-Nadżafie. Wzywał do utworzenia demokratycznego Afganistanu, gdzie wszystkie grupy etnicznie miałyby zapewnioną proporcjonalną reprezentację w parlamencie. Był także gorącym orędownikiem praw kobiet. Jego szyicka partia tworzyła koalicyjny rząd Islamskiej Republiki Afganistanu, na co przemocą odpowiedziała wahhabicka koalicja islamistyczna Ittihad-i Islami na czele której stał wspierany przez Saudów, Abdul Rasul Sayyaf. 12 marca 1995 r. został schwytany przez talibów w zasadzce, zmarł od odniesionych ran w wyniku tortur bądź strzelaniny. Jego zwolennicy pieszo przenieśli ciało z Ghazni do Bamianu, a stamtąd helikopterem do Mazar-i Szarif. Ministerstwo Spraw Zagranicznych Iranu określiło go mianem męczennika. Jest jednym ze współczesnych bohaterów szyickiego ludu hazarskiego, z którego sam się wywodził. W 2016 roku, prezydent Aszraf Ghani nadał mu pośmiertnie tytuł „Męczennika zjednoczenia narodowego”.